# Thomas S. Martin
Thomas S. Martin (Scottsville, 1847. július 29. – Charlottesville, 1919. november 12.) az Amerikai Egyesült Államok szenátora (Virginia, 1895–1919).